# Charles Cousins
Charles Peter Cousins (Cambridge, 13 de diciembre de 1988) es un deportista británico que compitió en remo.
Ganó dos medallas en el Campeonato Mundial de Remo, en los años 2013 y 2014, y una medalla de plata en el Campeonato Europeo de Remo de 2014.
Además, obtuvo dos medallas de bronce en el Campeonato Mundial de Remo de Mar de 2023.
Participó en los Juegos Olímpicos de Londres 2012, ocupando el quinto lugar en la prueba de cuatro scull.

## Palmarés internacional
| Campeonato Mundial | Campeonato Mundial       | Campeonato Mundial | Campeonato Mundial |
| Año                | Lugar                    | Medalla            | Prueba             |
| ------------------ | ------------------------ | ------------------ | ------------------ |
| 2013               | Chungju (Corea del Sur)  | Medalla de bronce  | Cuatro scull       |
| 2014               | Ámsterdam (Países Bajos) | Medalla de plata   | Cuatro scull       |
| Campeonato Europeo |                          |                    |                    |
| Año                | Lugar                    | Medalla            | Prueba             |
| 2014               | Belgrado (Serbia)        | Medalla de plata   | Cuatro scull       |